# Lucedale
Lucedale ['luːsdeɪl] är administrativ huvudort i George County i delstaten Mississippi. Enligt 2020 års folkräkning hade Lucedale 2 869 invånare.

## Kända personer från Lucedale
- Ruthie Bolton, basketspelare
- Janice Lawrence Braxton, basketspelare